# Kanovaren op de Olympische Zomerspelen 2016 – C-1 slalom mannen
Het slalom kanovaren in de C-1-klasse op de Olympische Zomerspelen 2016 vond plaats van zondag 7 tot en met dinsdag 9 augustus 2016. Regerend olympisch kampioen was Tony Estanguet uit Frankrijk, die niet tot de Franse equipe behoorde en zijn titel niet verdedigde; een landgenoot volgde hem desalniettemin op. In de series, die plaatsvonden op 7 augustus, legde elke deelnemer tweemaal het parcours af. De veertien beste kanovaarders plaatsten zich voor de halve finale. In de halve finale legde iedereen het parcours eenmaal af, waarbij de vier deelnemers met de langzaamste tijden afvielen. In de finaleronde won de kanoër met de snelste tijd, waarbij het aantal strafseconden werd opgeteld.

## Uitslag
| rang   | naam                | land             | series | series | series | series | series | series | halve finale  | halve finale  | halve finale  | finale         | finale         | finale         |
| rang   | naam                | land             | T1     | Str    | T2     | Str    | BT     | R      | T             | Str           | R             | T              | Str            | R              |
| ------ | ------------------- | ---------------- | ------ | ------ | ------ | ------ | ------ | ------ | ------------- | ------------- | ------------- | -------------- | -------------- | -------------- |
| Goud   | Denis Chanut        | Frankrijk        | 102,03 | 4      | 93,48  | 2      | 93,48  | 2      | 98,06         | 0             | 3             | 94,17          | 0              | 1              |
| Zilver | Matej Beňuš         | Slowakije        | 95,05  | 0      | 96,78  | 6      | 94,58  | 6      | 100,68        | 0             | 8             | 95,02          | 0              | 2              |
| Brons  | Takuya Haneda       | Japan            | 98,69  | 2      | 94,58  | 0      | 94,58  | 5      | 98,84         | 0             | 6             | 97,44          | 0              | 3              |
| 4      | Vítězslav Gebas     | Tsjechië         | 109,92 | 4      | 102,78 | 0      | 102,78 | 14     | 98,77         | 0             | 5             | 97,57          | 0              | 4              |
| 5      | Sideris Tasiadis    | Duitsland        | 100,47 | 2      | 92,23  | 0      | 92,23  | 1      | 95,63         | 0             | 1             | 97,90          | 2              | 5              |
| 6      | Benjamin Savšek     | Slovenië         | 99,69  | 4      | 94,36  | 0      | 94,36  | 4      | 98,70         | 0             | 4             | 99,36          | 4              | 6              |
| 7      | Casey Eichfeld      | Verenigde Staten | 100,02 | 2      | 101,23 | 0      | 100,02 | 12     | 101,23        | 2             | 10            | 99,69          | 4              | 7              |
| 8      | Ander Elosegi       | Spanje           | 97,33  | 2      | 102,39 | 2      | 97,33  | 8      | 97,93         | 0             | 2             | 101,27         | 4              | 8              |
| 9      | José Carvalho       | Portugal         | 111,01 | 4      | 99,18  | 4      | 99,18  | 11     | 101,04        | 0             | 9             | 105,74         | 4              | 9              |
| 10     | David Florence      | Groot-Brittannië | 94,11  | 0      | DNS    | DNS    | 94,11  | 3      | 99,36         | 0             | 7             | 109,00         | 4              | 10             |
|        |                     |                  |        |        |        |        |        |        |               |               |               |                |                |                |
| 11     | Ian Borrows         | Australië        | 97,40  | 0      | 151,77 | 52     | 97,40  | 9      | 101,32        | 0             | 11            | uitgeschakeld' | uitgeschakeld' | uitgeschakeld' |
| 12     | Grzegorz Hedwig     | Polen            | 96,67  | 0      | 97,72  | 2      | 96,67  | 7      | 102,70        | 4             | 12            | uitgeschakeld' | uitgeschakeld' | uitgeschakeld' |
| 13     | Alexander Lipatov   | Rusland          | 101,78 | 0      | 98,72  | 4      | 98,72  | 10     | 104,69        | 0             | 13            | uitgeschakeld' | uitgeschakeld' | uitgeschakeld' |
| 14     | Shu Jianming        | China            | 110,19 | 4      | 100,68 | 2      | 100,68 | 13     | 108,73        | 0             | 14            | uitgeschakeld' | uitgeschakeld' | uitgeschakeld' |
|        |                     |                  |        |        |        |        |        |        |               |               |               |                |                |                |
| 15     | Cameron Smedley     | Canada           | 104,93 | 4      | 104,83 | 4      | 104,83 | 15     | uitgeschakeld | uitgeschakeld | uitgeschakeld | uitgeschakeld  | uitgeschakeld  | uitgeschakeld  |
| 16     | Felipe Borges       | Brazilië         | 122,30 | 14     | 105,14 | 0      | 105,14 | 16     | uitgeschakeld | uitgeschakeld | uitgeschakeld | uitgeschakeld  | uitgeschakeld  | uitgeschakeld  |
| 17     | Sebastián Rossi     | Argentinië       | 108,81 | 8      | 155,71 | 52     | 108,81 | 17     | uitgeschakeld | uitgeschakeld | uitgeschakeld | uitgeschakeld  | uitgeschakeld  | uitgeschakeld  |
| 18     | Jean-Pierre Bourhis | Senegal          | 110,94 | 2      | 109,27 | 2      | 109,27 | 18     | uitgeschakeld | uitgeschakeld | uitgeschakeld | uitgeschakeld  | uitgeschakeld  | uitgeschakeld  |
| 19     | Richard Merjan      | Libanon          | 120,20 | 6      | 121,67 | 12     | 120,20 | 19     | uitgeschakeld | uitgeschakeld | uitgeschakeld | uitgeschakeld  | uitgeschakeld  | uitgeschakeld  |